# 聖詹姆士教堂 (勞斯)

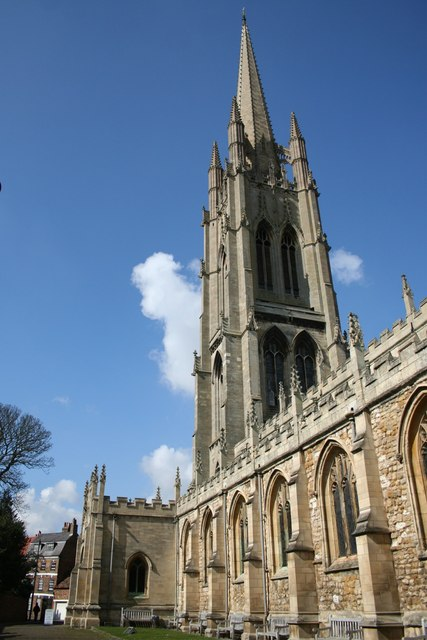
聖詹姆士教堂

聖詹姆士教堂（St. James' Church）是位於英國英格蘭林肯郡勞斯的一座英國聖公會的教堂，以其的高塔而著稱。聖詹姆士教堂擁有英國所有中世紀教堂中最高的尖塔，高達287英尺6英寸（87.63）。現在的教堂修建於15世紀，是第三代教堂。